# سامی بیگی
سامان اسحاق‌بیگی (زادهٔ ۳ آذر ۱۳۶۱) که با نام سامی بیگی شناخته می‌شود، خواننده، ترانه‌سرا، آهنگ‌ساز و تهیه‌کننده اهل ایران است.

## زندگی‌نامه
سامی بیگی در سن ۶ سالگی به همراه خانوادهٔ خود از ایران خارج شد و به کشور سوئد نقل مکان کرد.
سامی در خانواده‌ای هنردوست متولد شد. پدر او شهرام بیگی، نویسنده و نوازنده است.
سامی به دلیل اینکه علاقه زیادی به سازهای مختلف از جمله گیتار داشت، رشته تحصیلی خود را بر همین مبنا برگزید و وارد دانشکده موسیقی شد. سپس از طریق آشنایی با ادی عطار، در سال ۲۰۰۸ به گروه بلک کتس پیوست و به آمریکا مهاجرت کرد. حاصل این همکاری ۲ ساله سامی با بلک کتس، انتشار یک آلبوم موفق به نام دیمبولوژی بود که موجب موفقیت بیش از پیش سامی در عرصهٔ موسیقی شد. به گفتهٔ خودش از ۱۵ سالگی موسیقی می‌نوشته و هرگز فکر نمی‌کرده که بتواند در حرفهٔ خوانندگی تکی به این موفقیت برسد.
سامی در سال ۲۰۱۰ از بلک کتس جدا شد و برای به‌دست آوردن تجربیات بیشتر و آزادی ذهن و عمل، به دبی مهاجرت کرد و در آن‌جا طی همکاری با کمپانی EMA، دوبارهٔ فعالیت مستقل خود را از سر گرفت. او معتقد است که محبوبیت بسیار اولین ترانهٔ رسمی‌اش «یکی بود یکی نبود» (که در بلک کتس اجرا شد) به او این شجاعت را داد که به دنبال رؤیای خود برود و فعالیت انفرادی خود را شروع کند و تک‌آهنگ‌های موفقی چون این عشقه، ای جونم، فدا شم، تازگیا و ... ارائه دهد.
از موفق‌ترین آهنگ‌های وی می‌توان به «این عشقه» (با آهنگسازی و ترانه‌سرایی خودش)، ای جونم، هماهنگ و دنیا مال ماست (به‌همراه عرفان) اشاره کرد.

## ترانه‌‌شناسی

### دیمبولوژی(به‌همراهی ادی عطار) (۲۰۰۹/۱۳۸۸)
- از سری آلبوم‌های بلک کتس به تهیه‌کنندگی شهبال شب‌پره

| نام ترانه        | خوانندگان                   | ترانه‌سرا                 | آهنگ‌ساز                   | تنظیم‌کننده      |
| ---------------- | --------------------------- | ------------------------ | ------------------------- | --------------- |
| فقط تو           | سامی بیگی، فیروزه، ادی عطار | شهبال شب‌پره              | شهبال شب‌پره               | شاهین یوسف‌زمانی |
| ای داد           | ادی عطار، فیروزه، سامی بیگی | شهبال شب‌پره              | شهبال شب‌پره               | امین قطری       |
| یکی بود یکی نبود | سامی بیگی                   | سامی بیگی                | سامی بیگی و شوبرت آواکیان | شوبرت آواکیان   |
| خانوم            | ادی عطار                    | ساحارا منادی             | ادی عطار                  | پاتریک آندریاس  |
| دردسر            | سامی بیگی                   | شهبال شب‌پره و سامی بیگی  | شهبال شب‌پره و سامی بیگی   | شوبرت آواکیان   |
| دیدار            | ادی عطار، سامی بیگی         | شهبال شب‌پره              | شهبال شب‌پره               | امین قطری       |
| برو              | سامی بیگی                   | سامی بیگی و ساحارا منادی | سامی بیگی                 | امین قطری       |
| نسیم             | سامی بیگی، فیروزه، ادی عطار | شهبال شب‌پره              | شهبال شب‌پره               | امین قطری       |

### پادشاه (۲۰۱۸/۱۳۹۷)
| نام ترانه          | ترانه‌سرا               | آهنگ‌ساز          | تنظیم‌کننده           |
| ------------------ | ---------------------- | ---------------- | -------------------- |
| پادشاه             | سامی بیگی              | سامی بیگی        | اندی جی              |
| اونی که میدونه     | سامی بیگی              | سامی بیگی        | اندی جی              |
| نباشم              | سامی بیگی              | سامی بیگی        | فرهاد زند، سعید گلاب |
| تازگیا             | سامی بیگی، امین بامشاد | بابک مافی        | پوریا نیاکان         |
| کویر دل (بازخوانی) | بهروز رضوی             | فرانسوی          | پوریا نیاکان         |
| کارت ندارم         | سامی بیگی، ایمین       | سامی بیگی، ایمین | اندی جی              |
| به تو مربوط نیست   | سامی بیگی              | سامی بیگی        | اندی جی              |
| نباشم (ریمیکس)     | سامی بیگی              | سامی بیگی        | دایناتونیک           |
| سلطان              | حافظ                   | سامی بیگی        | دایناتونیک           |

### اکس (۱۴۰۱-۲۰۲۵/۱۴۰۴-۲۰۲۲)
| نام ترانه                | ترانه‌سرا          | آهنگ‌ساز           | تنظیم‌کننده                         | انتشار    |
| ------------------------ | ----------------- | ----------------- | ---------------------------------- | --------- |
| دوست سابقمی              | سامی بیگی         | سامی بیگی، ایمین  | سامی بیگی، عباس بنازاده، فرهاد زند | ۱۴۰۱ ۲۰۲۲ |
| حالیت نیست               | سامی بیگی         | سامی بیگی         | سعید انصار                         | ۱۴۰۱ ۲۰۲۲ |
| منو دوست نداره           | سامی بیگی         | سامی بیگی         | نیاوش صالحی                        | ۱۴۰۲ ۲۰۲۳ |
| بوسم کن                  | سامی بیگی         | سامی بیگی         | برانوش                             | ۱۴۰۲ ۲۰۲۴ |
| بمونم                    | سامی بیگی و موجین | سامی بیگی و موجین | عباس بنازاده                       | ۱۴۰۳ ۲۰۲۴ |
| بقیهٔ قطعات در دست انتشار |                   |                   |                                    |           |

## تک‌آهنگ‌ها
| نام ترانه                             | ترانه‌سرا                 | آهنگ‌ساز                | تنظیم‌کننده             | سال انتشار | توضیحات |
| ------------------------------------- | ------------------------ | ---------------------- | ---------------------- | ---------- | --- |
| امان                                  | سامی بیگی                | سامی بیگی              |                        | ۱۳۸۷ ۲۰۰۸  | اولین ساخته سامی بیگی که در ۲۲ سالگی نوشت و بعدها به اجرا رسید.                                                   |
| آهنگ تو                               | سامی بیگی                | سامی بیگی              | دایناتونیک             | ۱۳۹۰ ۲۰۱۱  | |
| دنیا مال ماست (به‌همراه عرفان)         | سامی بیگی و عرفان پایدار | سامی بیگی و دایناتونیک | دایناتونیک             | ۱۳۹۰ ۲۰۱۱  | |
| این عشقه                              | سامی بیگی                | سامی بیگی              | دایناتونیک             | ۱۳۹۰ ۲۰۱۱  | انتشار در آلبوم گروهی EMA                                                                                         |
| بازیم می‌ده                            | سامی بیگی                | سامی بیگی              |                        | ۱۳۹۰ ۲۰۱۲  | |
| ای جونم                               | سامی بیگی                | سامی بیگی              | پوریا نیاکان           | ۱۳۹۱ ۲۰۱۲  | |
| تهرانو آره (به‌همراه پایدار و تیک‌تاک)  | پایا پایدار              | پایا پایدار            | پایا پایدار، امیر دیوا | ۱۳۹۱ ۲۰۱۲  | از شاخص‌ترین موزیک‌های رپ فارسی باهمراهی پایا، عرفان، خشایار، تهم، لیتو، کچی‌بیتز، سینا مافی، سینا ساعی و دایناتونیک |
| ببین کاراتو (به‌همراه حصین)            | سامی بیگی، حصین          | سامی بیگی              | سینا تهم               | ۱۳۹۱ ۲۰۱۲  | |
| برو (ورژن جدید)                       | سامی بیگی، ساحارا منادی  | سامی بیگی              | مهران عباسی            | ۱۳۹۱ ۲۰۱۲  | |
| فوق‌العاده (به‌همراه بهزاد لیتو و سیجل) |                          |                        |                        | ۱۳۹۱ ۲۰۱۲  | |
| هماهنگه                               | سامی بیگی                | سامی بیگی              | اندی جی                | ۱۳۹۲ ۲۰۱۳  | |
| دلتنگی                                | سامی بیگی                | پیام شمس               | اندی جی                | ۱۳۹۲ ۲۰۱۴  | |
| کاغذ و قلم                            | سامی بیگی                | سامی بیگی              | اندی جی                | ۱۳۹۳       | |
| می‌دادی                                |                          |                        |                        | ۱۳۹۳       | |

- امان
- آهنگ تو
- فوق‌العاده (به همراه سیجل و بهزاد لیتو)
- بازیم می‌ده
- تازگیا
- این عشقه
- ای جونم
- برو ۲
- ببین کاراتو (به همراه حصین)
- هماهنگ
- می‌دادی (به همراه سینا تهم و پایا)
- کاغذ و قلم
- دلتنگی
- فدا شم
- با من می‌رقصی (به همراه تهی)
- بالا (به همراه تهی)
- گاهی (به همراه عرفان)
- تو خوبی
- سایکو ناز(جیدال،ایمانمون)
- حالا نه (جیدال،عرفان،مدگل)[۶]

## هم‌خوانی‌ها
- دنیا مال ماست، همراه با عرفان پایدار
- ببین کاراتو، همراه با حصین
- فوق‌العاده، همراه با بهزاد لیتو و سیجل
- می‌دادی، همراه با سینا تهم و پایا
- همیشه، همراه با عرفان پایدار
- با من می‌رقصی و بالا با تهی

## جوایز
| سال  | تاریخ | رویداد            | موضوع                                        | دستاورد  |
| ---- | ----- | ----------------- | -------------------------------------------- | -------- |
| ۲۰۱۴ | ۰۵/۲۷ | جایزه موسیقی جهان | بهترین هنرمند مرد ایرانی رأی داده شده آنلاین | برنده    |
| ۲۰۱۴ | ۰۵/۲۷ | جایزه موسیقی جهان | بهترین هنرمند مرد جهان                       | نامزدشده |
| ۲۰۱۴ | ۰۵/۲۷ | جایزه موسیقی جهان | بهترین سرگرمی ساز سال                        | نامزدشده |
| ۲۰۱۴ | ۰۵/۲۷ | جایزه موسیقی جهان | دارندهٔ بهترین اجرای زندهٔ جهان                | نامزدشده |